# Аржелије (Еро)
Аржелије (фр. Argelliers) је насеље и општина у јужној Француској у региону Лангдок-Русијон, у департману Еро која припада префектури Монпелије.
По подацима из 2011. године у општини је живело 922 становника, а густина насељености је износила 18,33 становника/km². Општина се простире на површини од 50,29 km². Налази се на средњој надморској висини од 230 метара (максималној 531 m, а минималној 80 m).

## Демографија
| 1962. | 1968. | 1975. | 1982. | 1990. | 1999. | 2011. |
| ----- | ----- | ----- | ----- | ----- | ----- | ----- |
| 153   | 155   | 196   | 255   | 534   | 731   | 922   |

График промене броја становника у току последњих година